# Die Verlorene
Die Verlorene (englisch: The Wrong Side of Goodbye) ist der 29. Roman des US-amerikanischen Krimi-Autors Michael Connelly, der 19. Roman der Harry-Bosch-Serie. Er erschien 2016, in deutscher Übersetzung 2018.

## Handlung
Harry Bosch will auch nach seinem Ausscheiden beim LAPD weiter als Detective Mörder überführen. Deshalb ermittelt er ehrenamtlich bei der Polizei von San Fernando. Der Polizeichef von San Fernando, Anthony Valdez, kannte Bosch noch aus seinen Zeiten beim LAPD. Im aktuellen Fall wollen Bosch und seine Partnerin Bella Lourdes einen Serienvergewaltiger, den Screen Cutter, überführen.
Gleichzeitig wird Harry Bosch als Privatdetektiv angeheuert. Der Industriemagnat Whitney Vance sieht seinem Lebensende entgegen und will noch etwas wiedergutmachen. Er war als Jugendlicher mit einer Latina zusammen, die ein Kind von ihm erwartet hat. Sein Vater hat ihn gezwungen, die Liebe seines Lebens im Stich zu lassen. Harry Bosch soll herausfinden, ob Vance einen Erben hat, dem Vance dann seinen Reichtum hinterlassen möchte. Sein Vermögen hat Vance unter anderem mit Militärhubschraubern gemacht, die im Vietnamkrieg eingesetzt worden waren. Bosch kommen Erinnerungen an seinen Kriegseinsatz in Vietnam zurück.
Die Suche führt Harry Bosch schnell zu Dominick Santanello, dem Sohn von Whitney Vance und Vibiana Duarte, den seine Mutter zur Adoption freigegeben hatte. Die Weggabe ihres Kindes hatte Vibiana Duarte nicht verwunden; sie hat deshalb Suizid begannen. Bosch findet heraus, dass Dominick Santanello als Sanitätsunteroffizier in Vietnam im Einsatz war und zur selben Zeit wie Bosch auf dem Sanitätsschiff USS Sanctuary gewesen sein muss. Kurz darauf wurde Dominick Santanello bei einem Angriff von Scharfschützen des Vietcong auf den Hubschrauber getötet, in dem er als Sanitäter eingesetzt war. Harry Bosch wird so sehr an seine eigene Vergangenheit erinnert, dass er unbedingt mehr über Dominick Santanellos Schicksal herausfinden möchte. Er macht dessen Schwester ausfindig und findet in den Habseligkeiten von Santanello, die die Navy zurückgeschickt hatte, ein verstecktes Foto, das Dominicks Geliebte mit einem Baby auf dem Arm zeigt. Dominick Santanello hatte eine Tochter, eine Enkelin von Whitney Vance.
Kurz darauf erfährt Harry Bosch, dass Whitney Vance gestorben ist. Gleich darauf findet Bosch in seiner Post ein handschriftliches Testament von Vance, das ihm dessen Sekretärin Ida Townes Forsythe geschickt hat. Im Umschlag ist auch der goldene Füllfederhalter von Vance. Bosch wird in dem Testament als Testamentsvollstrecker eingesetzt. Außerdem wird Ida Forsythe mit 10 Millionen Dollar bedacht. Harry Bosch schaltet sofort Mickey Haller, Anwalt und sein Halbbruder, ein, denn ihm ist klar, dass dieses Testament hoch umstritten sein wird. Für Bosch ist es jetzt umso wichtiger, die Enkelin von Vance zu finden.
Er fährt nach San Diego. An einem Wandbild im Chicano Park in San Diego findet Harry Bosch die Signatur von Gabriela Lida, der Mutter von Vibiana Veracruz, und er kann sie ausfindig machen. Vibiana Veracruz, die Enkelin von Vance, lebt als Künstlerin in Los Angeles. Bosch ist sich sicher, die Erbin gefunden zu haben.
Zurück in Los Angeles erfährt Bosch, dass seine Partnerin Bella Lourdes unauffindbar ist. Bosch macht sich schwere Vorwürfe, denn er hatte sie auf eine Spur im Fall des Screen Cutters angesetzt, aber sie nicht begleitet, weil er nach San Diego fahren wollte. Beim Nachvollziehen von Lourdes' Schritten kann Bosch die Identität des Screen Cutters erahnen. Es handelt sich um einen früheren Polizisten, der jetzt bei der Stadt San Fernando angestellt ist und bei seinen dienstlichen Aufgaben die Opfer seiner Vergewaltigungen ausgespäht hat. Im Haus von Dockweiler – so sein Name – kommt es zum Showdown. Bosch schießt auf Dockweiler, der mit einer Waffe drei andere Polizisten bedroht. Aus einer Höhle unterhalb der Garage Dockweilers kann Bosch die schwer traumatisierte Bella Lourdes befreien.
Zwei Polizisten des Pasadena Police Departments warten auf Bosch, als er zu seinem Haus zurückkommt. Sie möchten mit ihm sprechen, weil er Kontakt mit Vance hatte und sich herausgestellt hat, dass Vance mit einem Kissen erstickt worden ist. Auf den Bildern vom Tatort, die Bosch sehen will, sieht er den goldenen Füllfederhalter. Wie konnte das sein? Zusammen mit Mickey Haller besucht Bosch Ida Forsythe und sie bringen sie zu einem Geständnis: Sie hatte das handschriftliche Testament gefälscht. Forsythe wird von den Polizisten aus Pasadena verhaftet.
Das Buch endet mit der Einweihung des Whitney P. Vance Parks im Arts District von Los Angeles. Der Park und die umliegenden Blocks werden von der Fruit Box Foundation unterhalten. Rechtsberater der Stiftung ist Mickey Haller und die künstlerische Leitung hat Vibiana Veracruz. Bei der Feier wird ihre neueste Statue enthüllt, die den Titel „The Wrong Side of Goodbye“ trägt.

## Querbezüge
Anthony Valdez hat als Polizeichef von San Fernando Harry Bosch als ehrenamtlichen Ermittler angeheuert. Als Valdez noch beim LAPD war, hatte Harvey Pounds, damals Vorgesetzter von Bosch, versucht, Valdez feuern zu lassen. Bosch stieß Pounds in eine Glastür, weshalb Bosch in Der letzte Coyote zwangsbeurlaubt war. Daher kannten sich Valdez und Bosch.

## Hintergrund
In einem Video spricht Michael Connelly über den Titel des Buchs. Nach 25 Jahren Harry Bosch als Polizist sei es für Bosch und ihn selbst als Schriftsteller Neuland, seinen Protagonisten als Privatdetektiv, als private eye, zu schildern. Um dieses neue Feeling zu charakterisieren, kam Connelly auf den Titel The Wrong Side of Goodbye, auch anspielend auf die große Tradition der Privatdetektive Philip Marlowe und Lew Archer in der Literatur: The Long Good-Bye (dt. Der lange Abschied) von Raymond Chandler und The Goodbye Look (dt. Geld kostet zuviel) von Ross Macdonald.
Der Roman ist Vin Scully gewidmet, der 67 Jahre lang über die Spiele der Los Angeles Dodgers im Radio live berichtet hat. Michael Connelly hat in Los Angeles immer diese Reportagen gehört. Vin Scully hat am 2. Oktober 2016 aufgehört. „Während sich der legendäre Sprecher der Dodgers auf seine letzten Spiele hinter dem Mikrofon vorbereitet, wollte der Bestsellerautor auf eine besondere Weise ‚Goodbye‘ sagen“: durch die Widmung.

## Rezeption
„Bosch verwandelt Polizeiarbeit in faszinierende Geschichten, so wie ein guter Reporter (Michael Connelly war einer bei der Los Angeles Times) den nackten Tatsachen einer Nachricht Fleisch auf die Knochen gibt“, so beurteilt Grace Lichtenstein vom New York Journal of Books den Roman und findet, dass Connelly mit dem Alter immer besser werde.
Janet Maslin von der New York Times richtet in ihrer Rezension das Augenmerk auf die vielen Details in der Geschichte, die Connelly genau beschreibe, die die Straßen und Viertel von Los Angeles und San Fernando im Buch lebendig werden lassen.
Kirkus Review gibt dem Roman die Note A, eine glatte Eins, insbesondere wegen der „überzeugenden Odyssee des guten Cops durch die Stadt der Engel.“
Die krimi-couch.de urteilt: „Michael Connelly kann es einfach. Er schafft es die Handlungsstränge intelligent zu verknüpfen und kreiert immer wieder echte Pageturner.“
Michael Matzer von buchwurm.info vergleicht den Roman mit Stieg Larssons „Verblendung“ und findet in ihm ein „Plädoyer für Mütter, Liebe. Minderheitern und Toleranz“. Und auch: Das Buch ist so spannend, dass der Rezensent es im letzten Viertel nicht mehr auf die Seite legen konnte.

## Ausgaben
- Michael Connelly: The Wrong Side of Goodbye. Little, Brown and Company, New York, NY 2016, ISBN 978-0-316-22594-6.
- Michael Connelly: Die Verlorene: Thriller. Aus dem Amerikanischen von Sepp Leeb. Droemer, München 2018, ISBN 978-3-426-28192-5; als Taschenbuch: dto., München 2019, ISBN 978-3-426-30656-7, als E-Book: dto, München 2019, ISBN 978-3-426-45167-0.
- Michael Connelly: Die Verlorene. Hörbuch, gelesen von Herbert Schäfer. Aus dem Amerikanischen von Sepp Leeb. Audio Media, München 2020, ISBN 978-3-96398-042-8.